# Ilova (Száva)
Az Ilova egy folyó Horvátország északnyugati részén, Monoszló területén, a Száva bal oldali mellékvize.
Az Ilova a Bilo-hegység délkeleti lejtőin ered, majd délnyugati irányba folyik Veliki Zdenci közelében tavak sorát képezve. Ezután Gerzence közelében dél felé fordul, ahol további tavak sorakoznak, melyeket a Papuk-hegységben eredő Toplica-folyó táplál. Innét nyugatra fordul, hogy a Kutenyától délre fekvő Ilova nevű falu közelében elhaladjon, majd a Lónyamező Természeti Park keleti részén, a Lónya torkolatától körülbelül 3 km-re lefelé ömlik a Szávába.

## Fordítás
Ez a szócikk részben vagy egészben  az   Ilova című horvát Wikipédia-szócikk ezen változatának fordításán alapul.  Az eredeti cikk szerkesztőit annak laptörténete sorolja fel. Ez a jelzés csupán a megfogalmazás eredetét és a szerzői jogokat jelzi, nem szolgál a cikkben szereplő információk forrásmegjelöléseként.